# Capelleta de Sant Joan Baptista
La Capelleta de Sant Joan Baptista és una capella de Sant Joan les Fonts (Garrotxa) inclosa a l'Inventari del Patrimoni Arquitectònic de Catalunya. La capella de Sant Joan Baptista va ser bastida l'any 1867 i restaurada el 1951.

## Descripció
És una petita capelleta feta d'estuc situada al carrer de Sant Joan, al poble de la Canya. Dues mènsules a cada costat sostenen les columnes amb fust estriat i una base àmplia amb un motiu geomètric. Els capitells són llisos i sostenen un frontó en molt mal estat de conservació; al centre d'aquest, hi veiem la data 1867. La imatge interior és molt posterior a la construcció d'aquesta capelleta.